# Lína Mendóni
Stylianí « Lína » Mendóni (grec moderne : Στυλιανή «Λίνα» Μενδώνη), née le 1er avril 1960 à Athènes est une archéologue et femme politique grecque.
Elle est ministre de la Culture et des Sports de 2019 à 2023, puis seulement ministre de la Culture à partir de juin 2023.

## Biographie
Lína Mendóni naît en 1960 à Athènes.
De 2019 à 2023, elle est ministre de la Culture et des Sports au sein du Gouvernement Kyriákos Mitsotákis.